# Stradivarius Lady Blunt
Le Stradivarius Lady Blunt est un violon ancien construit en 1721 par le luthier italien Antonio Stradivari à Crémone. Le violon est nommé d'après son premier propriétaire connu Lady Anne Blunt, fille de Ada Lovelace et dernière fille de Lord Byron.
Le Stradivarius Lady Blunt est considéré comme l'un des instruments de Stradivari les mieux conservés, le violon étant dans un état très proche de celui original.

## Description

### Caractéristiques
La touche et le cordier d'origine sont en érable. Le cordier est plaqué en grenadille, tandis que la touche l'est dans un bois d'une essence indéterminée. La couleur sombre des deux plaquages présente une grande proximité visuelle.

### Conservation et restauration
Le Lady Blunt est l'un des violons stradivarius les mieux conservés, à l'instar du Stradivarius le Messie (1716).
En 1864, le luthier Jean-Baptiste Vuillaume effectue quelques modifications sur l'instrument afin de l'adapter aux évolutions de l'époque : la touche est allongée, le cordier est changé tout comme la barre d'harmonie.

## Propriétaires et ventes

### Violon
Le Stradivarius Lady Blunt a été vendu à Anne Blunt en 1864. Cette vente pour 260 £ a été réalisée sous la supervision du luthier Jean-Baptiste Vuillaume. A cette occasion, celui-ci a authentifié l'instrument et réalisé quelques travaux.
Le Lady Blunt a été vendu aux enchères par Sotheby's en 1971 pour la somme record à l'époque de 84 000 £,.
En 2008, le violon a été vendu à la Nippon Music Foundation pour plus de 10 millions de dollars dans le cadre d'une transaction privée.
Le Lady Blunt a été vendu aux enchères chez Tarisio le 20 juin 2011 pour 9,8 millions de livres,,. La vente a été faite au profit d'associations d'aide aux victimes du séisme et du tsunami de 2011 au Japon. Les bénéfices ont ainsi été reversés la Nippon Foundation's Northeastern Japan Earthquake et au Tsunami Relief Fund.

### Élements
Après les travaux de 1864, Jean-Baptiste Vuillaume conserve le cordier d'origine dans son atelier. À sa mort, le cordier est acquis en 1880 par le musée du Conservatoire de Paris.